# Badel 1862
Badel 1862 d.d. hrvatsko je poduzeće za proizvodnju vina, jakih alkoholnih pića i bezalkoholnih pića. Badel je trenutno najveći proizvođač jakih alkoholnih pića u Hrvatskoj, s izvozom u 26 zemalja.

## Povijest
Današnji je Badel izrastao nakon Drugoga svjetskog rata, nakon nacionalizacije koju su proveli komunisti iz tvrtki Pokorny, Patria i Arko, te poduzeća Marijan Badel i Badel-Vinoprodukt. U ožujku 2011. godine Badel je preuzeo tvrtku Eurobev d.o.o. koja proizvodi voćne sokove i osvježavajuća bezalkoholna pića (punionica iz 1970-ih, kada je sagrađen proizvodni pogon i kada se počelo s proizvodnjom poznate hrvatske robne marke kao što su Bono, Inka, Nara i Voćko).
Sjedište tvrtke je u Zagrebu a ima urede u Beogradu, Sarajevu i Skoplju.

## Vanjske poveznice
- Badel 1862 d. d. Hrvatska tehnička enciklopedija, portal hrvatske tehničke baštine. LZMK